# Chaumont (Alvernia-Rodano-Alpi)
Chaumont è un comune francese di 415 abitanti situato nel dipartimento dell'Alta Savoia della regione dell'Alvernia-Rodano-Alpi.

## Società

### Evoluzione demografica
Abitanti censiti